# فرودگاه استافسبرگ هامار
فرودگاه استافسبرگ هامار (به انگلیسی: Hamar Airport, Stafsberg) (به زبان بومی: Hamar flyplass, Stafsberg) یک فرودگاه همگانی با کد یاتا HMR است که یک باند فرود آسفالت دارد و طول باند آن ۸۶۶ متر است. این فرودگاه در شهر هامار کشور نروژ قرار دارد و در ارتفاع ۲۱۷٫۳ متری از سطح دریا واقع شده‌است.